# خدمات نظارت دولتی جمهوری ارمنستان
خدمات نظارت دولتی جمهوری ارمنستان (ارمنی: Հայաստանի Հանրապետության պետական վերահսկողական ծառայություն) یک از ارگان‌های زیر نظر نخست‌وزیر ارمنستان می‌باشد. این ارگان در سال ۲۰۱۸ میلادی بنیانگذاری شد و هم‌اکنون ریاست آن را رومانوس پتروسیان برعهده دارد.